# Toyota Ses'fikile
Der Toyota Ses'fikile ist ein Van der japanischen Automobilmarke Toyota. Benannt wurde das Modell nach einer bekannten südafrikanischen Weinregion.
Entwickelt wurde der Ses'fikile auf Basis des Commuter von Toyota Südafrika. Er wird seit 2004 in Großserie gebaut. Vertrieben wird das Modell bislang nur in Afrika. Das Modell erfreut sich vor allem bei Reiseunternehmen großer Beliebtheit. Das Leergewicht wird mit 1998 kg angegeben.
Es gibt den Ses'fikile in der Modellversion 2.7 VVT-I 16-seater Bus (Preis: ab R 296.900) und in der Version 2.5 D-4D 16-seater Bus (Preis: ab R 311.700). Diese sind als Personentransporter ausgelegt. Platz für Gepäck gibt es nur in den über den Sitzen angebrachten Staufächern (optional, nicht Standard). Einen Kofferraum gibt es nicht. Hinter der Heckklappe verbergen sich lediglich Feuerlöscher, Warndreieck, Reserverad, eine Arzneitasche und Reparaturwerkzeug.
Zur Standardausstattung des Ses'fikile zählen ABS, BAS, ToyotaCare Microdot System, Wegfahrsperre und die Reparaturausrüstung. Für den Antrieb sorgen im Ses'fikile je nach Modell ein Toyota 2TR-FE Ottomotor mit einem Hubraum von etwa 2,7 Liter und einer Leistung von 111 kW oder ein Toyota 2KD-FTV H-Dieselmotor mit etwa 2,5 l Hubraum und 75 kW Leistung. Pro Monat werden 800 Einheiten des Ses'fikile produziert.